# Sierra Nephin Beg
La sierra Nephin Beg (en inglés, Nephin Beg Range) es una cordillera en el condado de Mayo, en la República de Irlanda. La sierra incluye las montañas Nephin y Nephin Beg. La cordillera alberga el bosque de Nephin, un bosque de 4.843 hectáreas administrado por Coillte.